# Henry der Held
Henry der Held (engl. Original: A Star Called Henry, erschienen 1999) ist ein im Jahr 2000 in der Übersetzung von Renate Orth-Guttmann auf Deutsch erschienener Roman des irischen Schriftstellers Roddy Doyle. Es ist der erste Teil der Trilogie „The Last Roundup“, der das Leben der Hauptfigur Henry Smart parallel zum Unabhängigkeitskampf der Iren zu Anfang des 20. Jahrhunderts beschreibt. Der zweite Teil „Oh, Play That Thing“ wurde 2004 veröffentlicht.

## Handlung
Henry wird 1901 in das schwierige Leben einer jungen Familie in Dublin geboren. Bereits im Alter von fünf Jahren lebt er mit seinem jüngeren Bruder Victor auf der Straße, da er zu Hause bei seiner alkoholkranken Mutter und seinem Vater, einem mysteriösen Auftragsmörder, keine intakte Familie hat. Zusammen schlagen sie sich durch das Leben, versuchen ein wenig Geld zu verdienen und zur Schule zu gehen. Hier trifft Henry die Lehrerin und seine spätere Ehefrau Miss O’Shea. Kurz darauf stirbt Victor jedoch an einer Krankheit.
1916 nimmt der 14-Jährige Henry als guter Freund James Connollys am Osteraufstand in Dublin teil. Nach gelungener Flucht vor den Briten und einem Wiedereinstieg in den Widerstand wird Henry Bote für Collins und baut um Dublin herum ein Terrornetzwerk auf, für das er Kämpfer ausbildet. Henry ist selbst ein Auftragsmörder und bekommt vor allem Aufträge, Männer der Regierung zu töten.
Erst am Ende des Buches, nach einer schweren Schussverletzung, wird dem Helden bewusst, wie wenig sein Tun zu der Unabhängigkeit und dem Wohlstand Irlands beigetragen hat. Als er den Kampf für das Terrornetzwerk schon aufgegeben hat, wird er von der Polizei verhaftet. Nach einer Flucht wandert er ohne seine Tochter und Ehefrau nach Amerika aus.

## Erzählerische Besonderheiten
Henry ist nicht nur Hauptcharakter, sondern auch Erzähler und gibt die Geschehnisse stark subjektiv aus seiner Betrachtungsweise wieder. Dabei fällt auch auf, dass es Henry mit der Wahrheit nicht immer ganz genau nimmt. So ist es zum Beispiel unwahrscheinlich, dass er bereits im Alter von fünf Jahren alleine auf den Straßen Dublins lebte. Auch andere Elemente in dem Buch scheint der Erzähler auszuschmücken.

## Hauptcharaktere
In dem Buch kommen viele Personen vor, mit denen Henry in Kontakt tritt. Es gibt jedoch nur wenige Hauptcharaktere, die für den Helden wichtig sind. Dies sind:
- Victor Smart (kleinerer Bruder)
- Melody Nash (Mutter)
- Henry Smart (Vater)
- Granny Nash (Großmutter)
- Piano Annie (kurzzeitige Freundin)
- Miss O’Shea (Lehrerin, später Ehefrau)
- Die alte Missis O’Shea (Verwandte von Miss O’Shea)
- James Connolly (Anführer des Osteraufstandes)
- Michael Collins (Widerstandskämpfer)
- Dolly Oblong (Leiterin eines Bordells, Arbeitgeberin von Henrys Vater)
- Climanis (jüdischer Freund Henrys)
- Jack Dalton (Freund Henrys im Widerstand)
- Alfie Gandon (eigentlich Alfred Gandon; geheimnisvoller politischer Hintermann, den Henry am Ende tötet)

## Rezeption
Im angelsächsischen Raum wurde der Roman mit großer Begeisterung aufgenommen und von den Kritikern gefeiert. Im  deutschsprachigen Raum hingegen rief er gemischte Reaktionen hervor. Rezensenten mit Vorliebe für irische Literatur und Geschichte werteten eher positiv, bei Kritikern ohne diese Spezialkenntnisse stieß der Roman mitunter auf Ablehnung. Besonders Doyles Sprache ist umstritten, der Inhalt wird als zu vulgär und unnötig brutal empfunden, der Stil sei zu aufgesetzt.

## Sekundärliteratur
Schede, Hans-Georg: Roddy Doyle: A Star Called Henry. Königs Erläuterungen und Materialien (Bd. 479). Hollfeld: Bange Verlag, 3. Auflage 2009. ISBN 978-3-8044-1850-9